# Ural (Föderationskreis)
Der Föderationskreis Ural (russisch Уральский федеральный округ Uralski federalny okrug) ist eine administrative Einheit (Föderationskreis) in Russland (siehe Föderale Gliederung Russlands). Verwaltungssitz ist Jekaterinburg. Bevollmächtigter Repräsentant des Präsidenten ist Nikolai Zukanow.

## Geschichte
Seit dem 11. Jahrhundert drangen russische Kolonisten aus dem Herrschaftsgebiet von Groß-Nowgorod in den (westlichen) Ural vor. Im 14. Jahrhundert wurde eine Reihe von Siedlungen im nördlichen Ural gegründet und nach Weliki Nowgorod eingegliedert. Ihr Besitz ging nach dem Niedergang der Stadt 1471 an den Moskauer Staat, zusammen mit den Ländereien rund um den Fluss Kama. Nach dem Niedergang des Khanat Kasan im Jahre 1552 erweiterte sich der russische Einfluss auf die meisten Teile der heutigen Republik Baschkortostan und Udmurtien auf der westlichen Seite des Urals (heute zum Föderationskreis Wolga zugehörig).

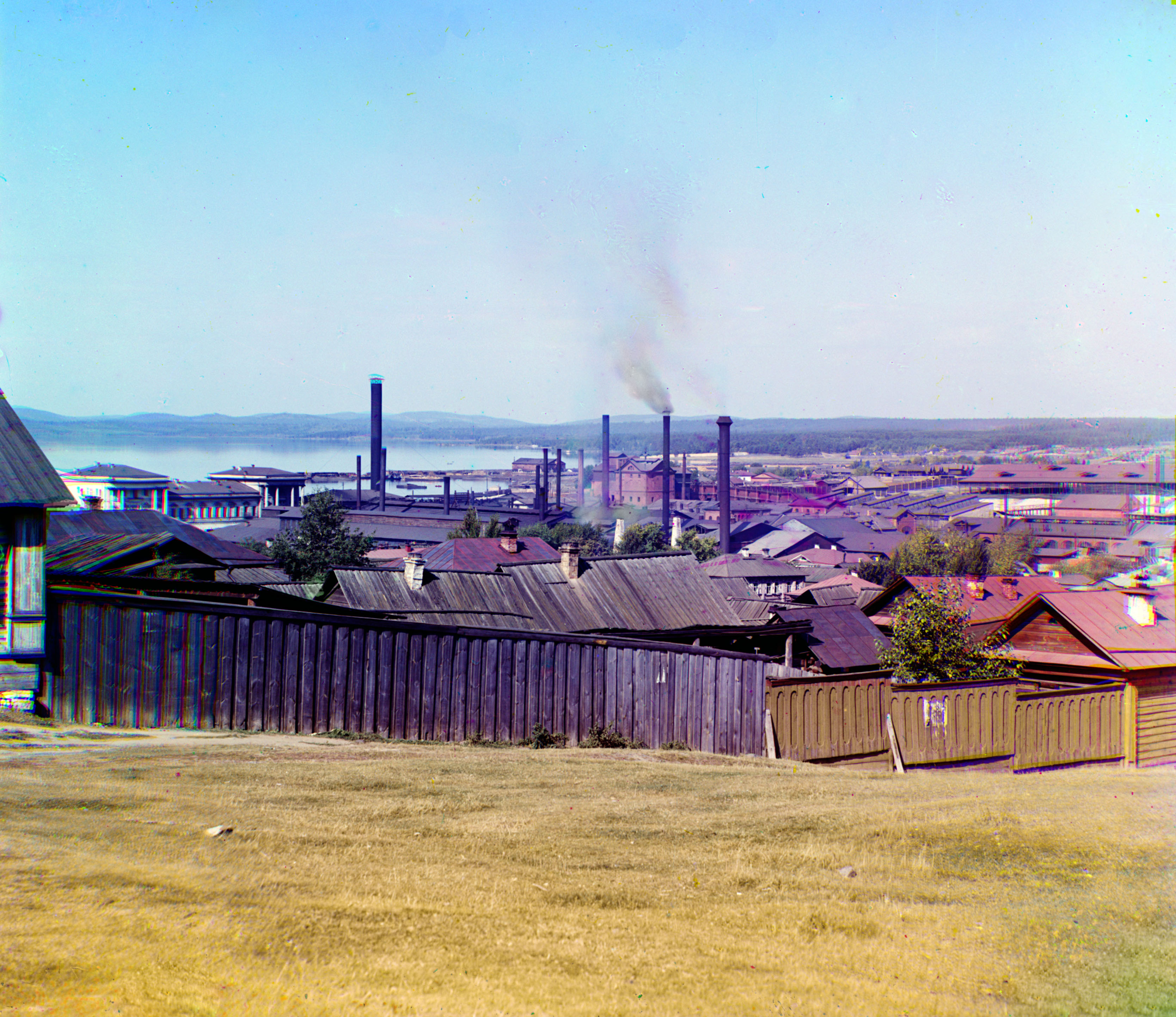
Eisenhütte an der Isset in der Nähe von Jekaterinburg um 1910

Im 17. Jahrhundert wurde auch der östliche Ural im heutigen Föderationskreis Ural verstärkt besiedelt. Russische Siedler brachten fortschrittliche Technologien, Landwirtschaftsmethoden und Handwerkstechniken mit. Dies veränderte den Lebensstil der Gegend. Es bildete sich eine auf Getreideanbau spezialisierte Landwirtschaft, vorindustrielles Gewerbe (Holz, Leder, Keramik, Schmiedekunst etc.) und ein Handelsnetz. Zur gleichen Zeit begann die nationale und soziale Unterdrückung der indigenen Bevölkerung der Region, wie zum Beispiel der Mansen, Chanten und Baschkiren.

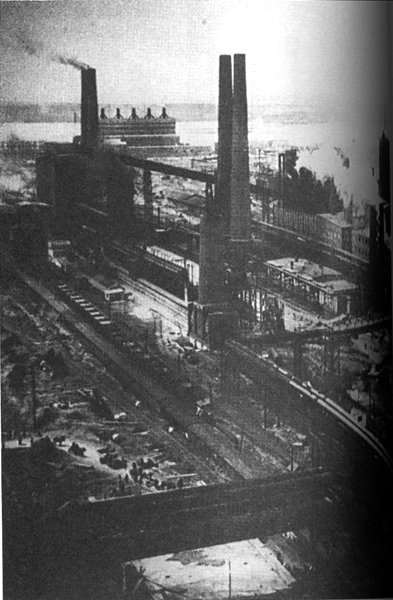
Magnitogorski metallurgitscheski kombinat in den 1920er Jahren

Im 17. Jahrhundert wurden reiche und qualitativ hochwertige Mineralvorkommen in der Uralregion entdeckt. Erste Eisen- und Kupferhütten entstanden. Das Gebiet des heutigen Föderationskreises wurde fortan von der russischen Regierung als eine strategische Rohstoffregion bewertet und ausgebaut. Mehr als 60 Fabriken wurden in der ersten Hälfte des 18. Jahrhunderts gebaut und diese Zahl verdoppelte sich in den 1750er und 1760er Jahren. Die Industrietätigkeit sank Anfang des 19. Jahrhunderts aufgrund der Krise des Feudalsystems in Russland, und das Wachstum verlangsamte sich in allen Bereichen mit Ausnahme des Goldbergbaus. Die größten Industrie- und Handelszentren des östlichen Urals zur damaligen Zeit waren Jekaterinburg, Orenburg und Irbit.
Infolge der Beendigung der Leibeigenschaft 1861 verloren die meisten Landwirte im Ural ihr Land. Erste Aktiengesellschaften erschien im Ural in der zweiten Hälfte des 19. Jahrhunderts, auch solche mit ausländischem Kapital. Viele alte Eisenhütten wurden wieder aufgebaut und eine Reihe von neuen Eisenwerken wurden errichtet. Die einsetzende Industrialisierung beeinflusste die traditionelle Gold- und Platinindustrie, den Steinkohlenbergbau und den Maschinenbau. Viele neue Fabriken wurden gebaut. Dennoch verlor der Ural seinen Status als Hauptmontanregion Russlands an den Donbass. Das Ende des 19. Jahrhunderts sah ein schnelles Wachstum der Uralstädte und der antikapitalistischen Bewegungen. Sozialdemokratische Komitees wandten sich gegen die langanhaltende Ausbeutung der Fabrikarbeiter und forderten verbesserte Arbeitsbedingungen. Diese Aktivitäten fanden ihren Höhepunkt rund um die Oktoberrevolution. Der Russische Bürgerkrieg ging mit einer schweren Wirtschaftskrise, einer verringerten landwirtschaftlichen Produktion und verschlechterten Lebensbedingungen einher. Die Situation verbesserte sich erst nach 1920. Von 1920 bis 1921 war die Industrieproduktion auf 12 Prozent vom Vorkriegsniveau gefallen. 1926 erreichte die Produktion wieder 93 Prozent der Vorkriegsproduktion und im Jahr 1937 wurde bereits das siebenfache Produktionsvolumen erreicht. Große neue Industrieanlagen wurden in Magnitogorsk (1932, Eisen- und Stahlherstellung), Jekaterinburg (1933, Schwermaschinen), Tscheljabinsk (1933, Traktoren) errichtet.
Im Deutsch-Sowjetischen Krieg (1941–1945) bildete der Ural das industrielle Rückgrat der Sowjetunion da die wichtigsten Industrieunternehmen zuvor vom westlichen Russland demontiert wurden und hier wieder aufgebaut wurden. Vom Sommer in den Winter von 1941 wurden 667 Fabriken in den Ural evakuiert und bis zum Ende des Jahres 1941 wurde im Ural 62 Prozent der sowjetischen Eisenproduktion erwirtschaftet. Während des Krieges entfielen 40 Prozent der sowjetischen Militärproduktion auf die Uralregion. 1946 wurden die meisten Anlagen wieder für zivile Zwecke umgerüstet.

## Gliederung

Föderationssubjekte des Föderationskreises Ural

| #      | Flagge | Föderationssubjekt                           | Administratives Zentrum | Fläche      | Bevölkerung 2010 | Bevölkerung 2015 |
| ------ | ------ | -------------------------------------------- | ----------------------- | ----------- | ---------------- | ---------------- |
| 1      |        | Oblast Kurgan                                | Kurgan                  | 71488 km²   | 0.910 Mio.       | 0.869 Mio.       |
| 2      |        | Oblast Swerdlowsk                            | Jekaterinburg           | 194307 km²  | 4.297 Mio.       | 4.327 Mio.       |
| 3      |        | Oblast Tjumen                                | Tjumen                  | 160122 km²  | 1.340 Mio.       | 1.429 Mio.       |
| 4      |        | Autonomer Kreis der Chanten und Mansen/Jugra | Chanty-Mansijsk         | 534801 km²  | 1.532 Mio.       | 1.612 Mio.       |
| 5      |        | Oblast Tscheljabinsk                         | Tscheljabinsk           | 88529 km²   | 3.476 Mio.       | 3.497 Mio.       |
| 6      |        | Autonomer Kreis der Jamal-Nenzen             | Salechard               | 769250 km²  | 0.522 Mio.       | 0.539 Mio.       |
| Gesamt | Gesamt | Gesamt                                       | Gesamt                  | 1818497 km² | 12.080 Mio.      | 12.275 Mio.      |

## Wirtschaft

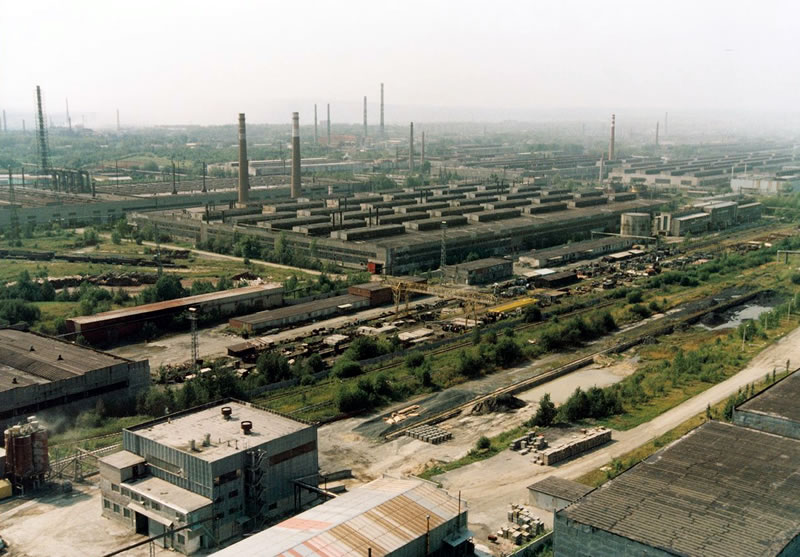
Perwouralski nowotrubny sawod, größter russischer Hersteller von Stahlröhren in Perwouralsk, seit 1934

Der Föderationskreis Ural ist außerordentlich reich an Bodenschätzen. Rund 27 Prozent aller Manganerze Russlands, große Silber-, Gold- und Eisenerzvorräte finden sich hier. In der Region werden auch Blei, Nickel und Steinkohle gefördert. Darüber hinaus werden über 90 Prozent des russischen Erdgases und 65 Prozent des Erdöls im Kreis Ural, vor allem in der Oblast Tjumen und den Autonomen Kreisen der Chanten und Mansen und der Jamal-Nenzen, gewonnen.
Die Oblast Swerdlowsk ist der industriell stärkste Teil des Ural-Kreises. Hier sind Großunternehmen wie die Evraz-Gruppe, zu der das NTMK gehört, der Aluminiumhersteller SUAL, Uralskaja Gorno-Metallurgitscheskaja Kompanija, das Rohrwerk Perwouralsk, das Kombinat Uralelektromed sowie die metallurgische Produktionsvereinigung VSMPO-AVISMA in Werchnjaja Salda beheimatet. Uralwagonsawod und die Vereinigten Maschinenbauwerke (Uralmasch-Ishora-Gruppe) fertigen Hubeinrichtungen und Erzeugnisse des Maschinen- und Transportmaschinenbaus.
Die Oblast Tjumen ist wirtschaftlich interessant wegen ihrer umfangreichen Öl- und Gasvorkommen. Im Norden der Region liegen 64 Prozent der russischen Ölvorkommen und 93 Prozent der Gasreserven. Russische Öl- und Gaskonzerne erwirtschaften in der Region den großen Anteil ihrer Gewinne und zahlen dort ihre Steuern. Das Gemeinschaftsunternehmen TNK-BP mit Hauptsitz in Tjumen fördert im Jahr dort rund 3000 Tonnen Öl. Der Technologieriese der Ölindustrie, das Unternehmen Schlumberger, eröffnete ein sibirisches Trainingszentrum für Nachwuchskräfte.
Die Oblast Tscheljabinsk ist die Metallurgiehochburg Russlands. Hier werden 27 Prozent des gesamten russischen Walzgutes sowie 13,5 Prozent der Stahlrohre produziert. Das Magnitogorsker metallurgische Kombinat gehört zu den 20 größten integrierten Stahlwerken der Welt. Eine besondere Stellung nehmen die Unternehmen aus dem Rüstungsbereich ein, insbesondere aus dem nuklearen Sektor. Das Tscheljabinsker Traktorenwerk (TschTS) liefert seine Traktoren, Bulldozer und Lader in 30 Länder weltweit. In der Oblast Kurgan befindet sich das größte Werk Russlands für die Herstellung von Brückenkonstruktionen, Kurganstalmost.